# Upplands runinskrifter 229
Upplands runinskrifter 229 är en runsten som står i åkerkanten utmed vägen mellan Gällsta och Grana i Vallentuna socken. Cirka 200 meter åt nord-nordost står även två andra runstenar: U 231 och U 232.

## Stenen
Runstenen är av rödgranit och är 2,75 meter hög, 1,2 meter bred samt 0,6 meter tjock. Runhöjden är 7-8 centimeter. Stenen hittades 1633 lite längre ut i åkern, vilket antas ha varit dess ursprungliga plats. Den är ristad av den berömde runristaren Öpir. Ornamentiken går i Ringerikestil med vissa inslag av Urnesstil och motivet består ett runband med flera uppåtsträvande utlöpare, som innesluter en större cirkel och ett flertal mindre ringar. Från runbandets övre del hänger ett kristet kors. Under motivet närmast marken är ett rakt, horisontellt band.
De två närbelägna runstenarna U 231 och U 232, är liksom denna resta av barnen till Halvdan och Tobbe.
Den från runor översatta inskriften lyder enligt nedan:

## Inskriften
Translitterering av runraden:
halfntan ÷ auk ' tubi ÷ litu ' risa ' stin ' at ' huta ' faþur ' sin ' sun · þorbiarn ÷ ybir ÷ risti · ruan
Normalisering till runsvenska:
Halfdan ok Tobbi/Tubbi letu ræisa stæin at Udda, faður sinn, sun Þorbiarnaʀ. Øpiʀ risti runaʀ.
Översättning till nusvenska:
Halvdan och Tobbe läto resa stenen efter Udde, sin fader, Torbjörns son. Öpir ristade runorna.

## Gällsta-släkten
Från informationen på de tre stenarna i Gällsta (U 229, U 231 och U 232) och på U 210 kan man bygga ett släktträd som spänner över fem generationer:

Torbjörn var far till Udde. Udde hade i sin tur två söner, Halvdan och Tobbe. Tobbe hade tre söner, Toste, Sigus och Sigmar. Halvdan hade tre söner, Östen, Ulv, Olov och dottern Hedenvi. Hedenvi, som var gift med Holmgöt, hade två söner vid namn Finnvid och Holmger.

## Galleri

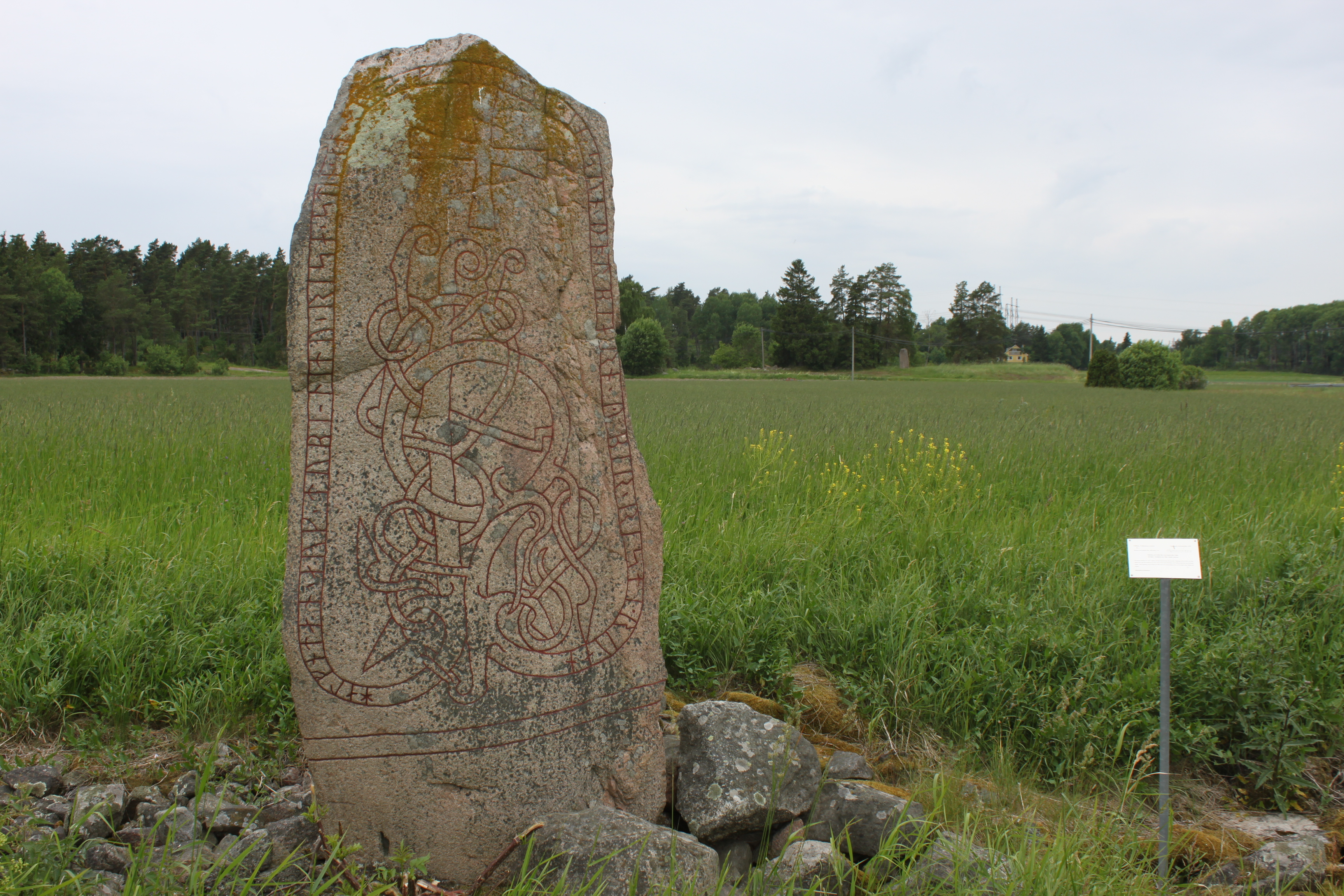
Vallentuna 106:1 (U 229) med bautasten Vallentuna 443:2 på andra sidan ängen.
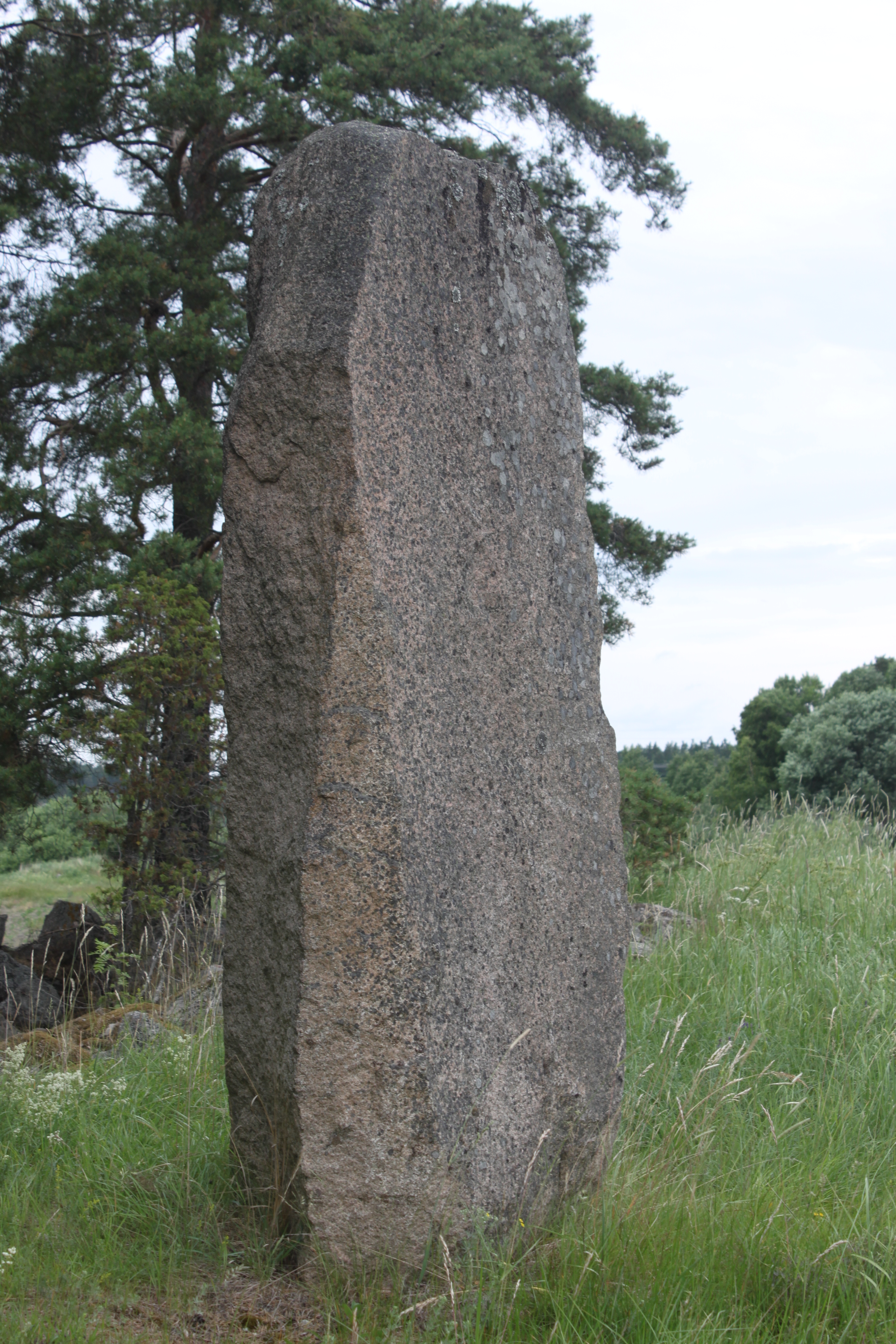
Bautasten Vallentuna 443:2.
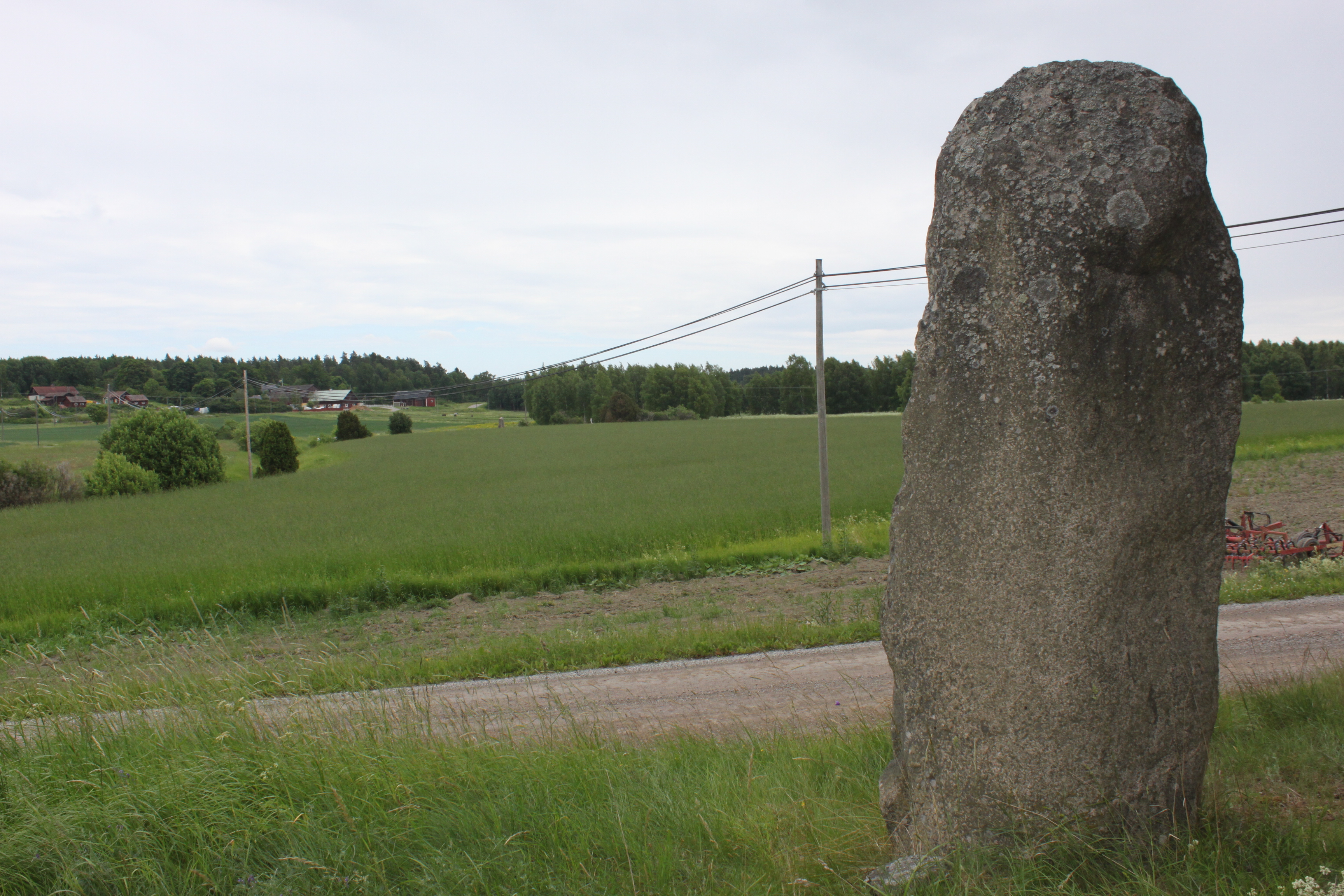
Bautasten Vallentuna 443:2 med Vallentuna 106:1 (U 229) på andra sidan ängen.

### Fotnoter
1. 1 2 3  Samnordisk runtextdatabas, U 229, 2014
2. ↑  Fornminnesregistret: 106:1
3. ↑  Riksantivarieämbetets informationsskylt vid Upplands runinskrifter 229
4. 1 2  Elias Wessén, Sven B.F. Jansson, red (1940-1943). Sveriges runinskrifter. Bd 6, Upplands runinskrifter, del 1. Stockholm: KVHAA. http://www.raa.se/runinskrifter/sri_uppland_b06_text_6.pdf